# Neosepicaea
Neosepicaea, biljni rod iz porodice katalpovki smješten u tribus Tecomeae Sastoji se od 4 vrste lijana sa Nove Gvinje i Queenslanda. Tipična vrsta je N. viticoides..

## Opis
Penjačice. Tipična N. viticoides, drvenasta je vrsta koja doseže krošnje prašumskog drveća. Javlja se na 100-800 m nadmorske visine. Raste u poluzimzelenim mezofilnim ili notofilnim šumama loze na tlima dobivenim od granita. U Australiji je ograničena na sjeverni Queensland s tri područja: Maloneys Springs, Iron Range i McIlwraith Range.

## Vrste
1. Neosepicaea aurantiaca (Diels) Steenis
2. Neosepicaea jucunda (F.Muell.) Steenis
3. Neosepicaea leptophylla (Blume) Steenis
4. Neosepicaea viticoides Diels

## Sinonimi
- Haussmannia F.Muell.; Fragm. 4: 148 (1864)
- Haussmannianthes Steenis; Proc. Roy. Soc. Queensland 41: 50: (1929)